# Norðdalshnúkur
Norðdalshnúkur är en bergstopp i republiken Island. Den ligger i regionen Austurland, 400 km öster om huvudstaden Reykjavík. Toppen på Norðdalshnúkur är 1 057 meter över havet.
Trakten runt Norðdalshnúkur är nära nog obefolkad, med mindre än två invånare per kvadratkilometer. Närmaste större samhälle är Seyðisfjörður, omkring 33 kilometer sydost om Norðdalshnúkur. Trakten runt Norðdalshnúkur består i huvudsak av gräsmarker.